# Veal Veang
Veal Veang (hay Veal Veng), tiếng Khmer: ស្រុកវាលវែង là một huyện ở tỉnh Pursat, Campuchia. Huyện lỵ là thị trấn Pramoey.
Veal Veang giáp với tỉnh Battambang về phía bắc, Thái Lan về phía tây, tỉnh Koh Kong về phía nam và các huyện của tỉnh Pursat: Phnum Kravanh và Bakan về phía đông. Phía bắc của dãy núi Cardamom nằm trên rìa đông của Veal Veang với biên giới Thái Lan. Theo điều tra dân số năm 1998, huyện Veal Veang có 5 xã và 20 làng. Tuy nhiên, dân số của huyện này không được liệt kê trong các cuộc điều tra vì lý do an ninh. Từ năm 1979 đến cuối thập niên 1990, Veal Veang là một trong những cứ điểm cuối cùng của Khmer Đỏ.
Di sản của cuộc nội chiến Campuchia và hơn 30 năm chiếm cứ của Khmer Đỏ đã khiến vùng này có mìn dày đặc. Khi mìn được tháo dỡ, đường sá được cải thiện thì nạn phá rừng hợp pháp và phi pháp đã đa dọa các cánh rừng ở đây. Veal Veang là nới có khoảng 300 hộ gia đình của nhóm dân tộc thiểu sô Pear.

## Hành chính
Veal Veang gồm các xã: Ou Saom, Krapeu Pir, Anlong Reab, Pramaoy, Thma Da.